# Манасота Ки (Флорида)
Манасота Ки (енгл. Manasota Key) насељено је место без административног статуса у америчкој савезној држави Флорида.

## Демографија
По попису из 2010. године број становника је 1.229, што је 116 (-8,6%) становника мање него 2000. године.
| Група             | 2000.         | 2010.         |
| Белци             | 1.325 (98,5%) | 1.195 (97,2%) |
| Афроамериканци    | 2 (0,1%)      | 1 (0,1%)      |
| Азијати           | 4 (0,3%)      | 3 (0,2%)      |
| Хиспаноамериканци | 13 (1,0%)     | 16 (1,3%)     |
| Укупно            | 1.345         | 1.229         |